# كسر عظم العضد الداني
كسر عظم العضد الداني هو كسر الجزء العلوي من عظم الذراع (عظم العضد). تشمل الأعراض الألم والتورم وانخفاض القدرة على تحريك الكتف. قد تشمل المضاعفات إصابة العصب الإبطي أو الشريان الإبطي.
السبب بشكل عام هو السقوط على الذراع أو إصابة مباشرة في الذراع. من أهم عوامل الخطر هشاشة العظام والسكري.  يعتمد التشخيص بشكل عام على الأشعة السينية أو الأشعة المقطعية.
يتم العلاج بشكل عام باستخدام حمالة الذراع لفترة وجيزة تليها تمارين محددة. يبدو هذا مناسبًا في كثير من الحالات حتى عند فصل الأجزاء. نادرا ما ينصح بإجراء جراحة.
كسور عظم العضد الداني شائعة. كبار السن هم الأكثر تأثرا. في هذه الفئة العمرية يعتبر كسر عظم العضد الداني الثالث الأكثر شيوعًا بعد كسور الورك وكولس. غالباً ما تتأثر النساء أكثر من الرجال.

## العلامات والأعراض
تشمل العلامات والأعراض النموذجية الألم والتورم والكدمات ومدى محدود من الحركة عند الكتف. قد يكون التشوه موجودًا في الكسور الشديدة، ومع ذلك، قد يسبب الجهاز العضلي عدم وجود تشوه في الفحص.

## الأسباب
أحد أهم الأسباب حدوث صدمة كبيرة، مثل تصادم السيارات. ولكن قد يعاني كبار السن بشكل أكثر شيوعًا من كسور عظم العضد الداني بعد السقوط من ارتفاع الوقوف.

### تصنيف
تصنيف نير لكسور العضد الداني هو نظام التصنيف الأكثر استخدامًا. يقوم بتصنيف الكسور اعتمادًا على عدد الأجزاء المكسورة (2-4 أجزاء)، وما إذا كان هناك إزاحة أم لا. لا يتفق كثير من الأطباء مع هذا التصنيف.

## العلاج أو المعاملة

### غير جراحي
معظم كسور عظم العضد الداني مستقرة ويمكن علاجها بدون جراحة. يتكون العلاج غير الجراحي النموذجي من تثبيت الكتف بأربطة. يوصى بالمتابعة الدقيقة والأشعة السينية الأسبوعية للتأكد من أن الكسر يشفي ويحافظ على محاذاة جيدة.

### الجراحة
تشمل الخيارات الجراحية لكسور عظم العضد غير المستقر ما يلي:
- تخفيض مغلق مع تثبيت عن طريق الجلد (CRPP)
- تخفيض مفتوح مع التثبيت الداخلي (ORIF)
- تثبيت مسمار نخاعي
- استبدال مفصل الكتف
- رأب مفصل الكتف